# Vasile Pușcașu
Vasile Pușcașu (né le 2 mai 1956) est un lutteur roumain spécialiste de la lutte libre. Il participe aux Jeux olympiques d'été de 1984 et aux Jeux olympiques d'été de 1988. En 1984, il remporte la médaille de bronze en combattant dans la catégorie des poids lourds (90-100 kg). En 1988, il remporte le titre olympique en combattant dans la même catégorie de poids.

## Palmarès

### Jeux olympiques
- Jeux olympiques de 1984 à Los Angeles,  États-Unis
  -  Médaille de bronze.
- Jeux olympiques de 1988 à Séoul,  Corée du Sud
  -  Médaille d'or.